# سونيا فيبف
سونيا فيبف (ولدت في 24 فبراير 1973، بروغ) هي عالمة بيئة نباتية سويسرية تدرس آثار الاحتباس الحراري. وهي تعمل في معهد أبحاث الثلوج والانهيارات الثلجية ورئيسة البحث والرصد في المتنزهات الوطنية السويسرية.

## حياتها المبكرة
بعد تخرجها في المدرسة الكانتونية القديمة في آراو، درست فيبف علم النبات وعلوم البيئة في جامعة زيورخ من 1993 إلى 2000. أكملت أطروحة الدكتوراه حول تأثيرات انخفاض الغطاء الثلجي على النظم البيئية للتندرا في 2006 في نفس الجامعة.

## عملها
تتناول أبحاث فيبف تبعات تغير المناخ والزراعة والسياحة على نباتات وتربة جبال الألب والقطب الشمالي وتفاعلاتها. نُشرت أعمالها في مجلات رائدة مثل نيتشر وكليمتيك تشينج. أثبتت فيبف مع زملائها الاستجابات المتسارعة للنظم الإيكولوجية لجبال الألب إزاء تغير المناخ.
تظهر فيبف في وسائل الإعلام بانتظام. في سياق أزمة المناخ، أشارت وسائل الإعلام الوطنية والدولية إلى عملها.
منذ 1 يناير 2020، ترأست فيبف قسم البحث والمراقبة في المتنزهات الوطنية السويسرية.

## مؤلفاتها البارزة
- With Christian Rixen: A review of snow manipulation experiments in Arctic and alpine tundra ecosystems. In: Polar Research. 29(1), 2010, S. 95–109.
- With Christian Rixen, Markus Fischer, Bernhard Schmid, Veronika Stoeckli: Effects of ski piste preparation on alpine vegetation. In: Journal of Applied Ecology. 42(2), 2005, S. 306–316.
- With Veronika Stoeckli, Peter Bebi: Winter climate change in alpine tundra: plant responses to changes in snow depth and snowmelt timing. In: Climatic Change. 94(1–2), 2009, S. 105–121.

## وصلات خاردية
- سونيا فيبف منشورات مفهرسة من قبل جوجل سكولار
- سونيا فيبف في الدلالي الباحث
- سونيا فيبف - معهد أبحاث الثلوج والانهيارات الثلجية